# Giorgiana Anitei
Giorgiana Anitei (Rumania, 26 de marzo de 1999) es una atleta rumana especializada en la prueba de triple salto, en la que consiguió ser campeona mundial juvenil en 2015.

## Carrera deportiva
En el Campeonato Mundial Juvenil de Atletismo de 2015 ganó la medalla de oro en el triple salto, llegando hasta los 13.49 metros, por delante de la china Zeng Rui (plata con 13.04 metros) y la cubana Yanna Anay Armenteros (bronce también con 13.04 metros).